# Asociación de Cronistas Cinematográficos de la Argentina
La Asociación de Cronistas Cinematográficos de la Argentina (ACCA) es una asociación civil –ONG– sin fines de lucro de la Argentina que reúne a los periodistas especializados en cine. Fue fundada en 1942. Organiza anualmente los Premios Cóndor de Plata, los más importantes sobre cine que se entregan en este país. Desde el 2022 también entrega los premios Cóndor de Plata a las series estrenadas en plataformas y televisión.

## Fundación
Intelectuales como Roberto Tálice (quien se desempeñó como primer secretario de turno), Enzo Ardigó, Chas de Cruz, José Ramón Luna, Manuel Rey (King), Manuel Peña Rodríguez y Calki, entre otros, fueron los impulsores de la creación de la Asociación de Cronistas Cinematográficos de la Argentina (ACCA) en 1942. Desde sus inicios, la entidad promovió diversas actividades orientadas a fortalecer la crítica cinematográfica, como la entrega anual de los Premios Cóndor de Plata a la producción nacional del año anterior, conferencias temáticas, mesas redondas y funciones especiales de preestrenos.
Durante décadas, la conducción de la asociación se organizó mediante un sistema rotativo de secretarios de turno. Esta modalidad fue reemplazada en 2022 por una estructura institucional más formal, con la creación del cargo de presidente. Durante décadas, la conducción de la Asociación de Cronistas Cinematográficos de la Argentina (ACCA) se organizó mediante un sistema rotativo de secretarios de turno. En 2022, esta modalidad fue reemplazada por una estructura institucional con la creación del cargo de presidente, lo que implicó un cambio en el esquema organizativo de la entidad. Juan Pablo Russo fue designado como el primer presidente electo bajo esta nueva modalidad.

## Festival de Mar del Plata
En 1959, ACCA asumió la organización del Festival Internacional de Cine de Mar del Plata, luego de cuatro años de interrupción desde su primera edición en 1954. Ese año, el certamen se convirtió en competitivo, introduciendo premios oficiales. La estatuilla oficial fue denominada "El Gaucho", obra del escultor Pascual Buigues, y el festival recibió el reconocimiento de categoría "A" por la FIAPF.
La primera edición competitiva fue presidida por el realizador francés Abel Gance, y el Gran Premio al mejor filme fue otorgado a Smultronstället (Cuando huye el día) de Ingmar Bergman. El primer Jurado de la Crítica distinguió a Heroica de Andrzej Munk.
Actualmente, ACCA participa con un Jurado en festivales como el Festival Internacional de Cine de Mar del Plata, el Buenos Aires Festival Internacional de Cine Independiente (BAFICI), FICPBA, FIDBA y ConstruirCine.

## Golden Globes
ACCA ha fortalecido su presencia internacional en los Premios Globo de Oro. Según el sitio oficial de los Golden Globes, varios miembros argentinos figuran como votantes reconocidos. En una primera etapa, se incorporaron María Fernanda Múgica, Catalina Dlugi, Guillermo Courau, Javier Luzi y Juan Pablo Russo (presidente de ACCA), quienes se sumaron a Gabriel Lerman.
Posteriormente, ACCA amplió su representación con nuevos miembros votantes: Hugo Sánchez, Bartolomé Armentano, Emiliano Basile, Guillermo Colantonio, José Luis De Lorenzo, Mex Faliero, Sofía Ferrero Cárrega, Rolando Gallego, Lisandro Gambarotta, Manuel Germano, Fernando Herrera, Fernando Juan Lima, Luis Kramer, Adrián Monserrat, Ezequiel Obregón, Alejandro Rodríguez Bodart, Juan Pablo Salomon y Jesica Taranto.

## FIPRESCI
En junio de 2025, ACCA fue reconocida oficialmente como la única filial nacional de la Federación Internacional de la Prensa Cinematográfica (FIPRESCI) en Argentina.
Este reconocimiento habilita a ACCA como interlocutora directa con FIPRESCI, y faculta a sus miembros para integrar jurados en festivales internacionales, votar en el Premio FIPRESCI al Mejor Film del Año y participar en espacios decisorios para la crítica.

## Comisión Directiva
Presidente: Juan Pablo Russo
Vicepresidente: Luis Kramer
Secretario de Relaciones Institucionales: Guillermo Courau
Secretaria de Prensa: Jesica Taranto
Secretaria de Difusión: Victoria Duclos Sibuet
Tesorero: Javier Luzi
Protesorera: Carla Leonardi
Vocales Titulares: Federico Ambrosis, Emiliano Basile, Daniel Cholakian y Marcela Gamberini
Vocales Suplentes: Gabriela Radice, Pedro Squillaci. 
Comisión Fiscalizadora: Horacio Chiaramonte, Catalina Dlugi

## Socios Activos 2025
Federico Ambrosis, Bartolomé Armentano, Bárbara Arroyo, Emiliano Basile, Jorge Bernárdez, Marcelo Cafferata, Mariano Casas Di Nardo, Daniel Castelo, Marcelo Castiglioni, Horacio Chiaramonte, Daniel Cholakian, Guillermo Colantonio, Lucía Costa Sauré, Guillermo Courau, Maia Debowicz, Valeria Delgado, José Luis De Lorenzo, Catalina Dlugi, Victoria Duclós Sibuet, Javier Erlij, Mex Faliero, Sofía Ferrero Cárrega, Pablo Flores, Rolando Gallego, Lisandro Gambarotta, Marcela Gamberini, Manuel Germano, Esteban Gil García, Diego González, Fernando Herrera, Fernando E. Juan Lima, Luis Kramer, Pachi Laurino, Carla Leonardi, Gabriel Lerman, Amadeo Lukas, Javier Luzi, Mario Luzuriaga, Adrián Monserrat, María Fernanda Mugica, Sergio Napoli, Ezequiel Obregon, Ricardo Ottone, Patricio Paludi, Pato Pritzker, Alejandra Quevedo, Gabriela Radice, Astrid Riehn, Alejandro Rodríguez Bodart, Juan Pablo Russo, Juan Pablo Salomón, Hugo F. Sánchez, Josefina Sartora, Pedro Squillaci, Jesica Taranto, María del Carmen Tomsic, Julio Uyua, Fernando Varea, Paula Vázquez Prieto, María Zacco.

## Socios Vitalicios
Beatriz Beratz, Blanca María Monzón, Jorge Lafauci, Roberto Blanco Pazos, Rómulo Berruti, Carlos Morelli, Alfredo Friedlander, Andrés Insaurralde, Paraná Sendrós, César Maranghello, Isabel Croce, Eduardo Freire, Guillermo Russo, Luis Pedro Toni, Beatriz Iacoviello, Ricardo Randazzo, Mario Gallina, Hugo Paredero, Elsa Randazzo, Fernando Brenner.

## Socios Honorarios
Fernando Martín Peña, Alejandra Portela.